# ديسايكلوبلاتين
الديسلوبلاتين هو دواء للعلاج الكيمائي يستخدم في علاج عدد من أنواع السرطان وتشمل سرطان الرئة ذو الخلايا غير الصغيرة وسرطان البروستات.
وهناك بعض الآثار الجانبية التي تُلاحظ اثناء العلاجِ بالديسلوبلاتين وهي الغثيان والتقيؤ ونقص الصفائح الدموية وقلةِ الكريات البيض المتعادلة وفقر الدم والتعب وفقدان الشهية بإضافة إلى ارتفاع انزيم الكبد وداء الثعلبة .
```
وهذه الادوية هي نوع من مضادات الاورام القائمة على -بلاتين- وتعمل عن طريق التسبب بخلل وظيفي للمتقدرات أو (الميتوكندريا) أو ما يعرف (بمصانع الطاقة الخلوية )؛مما يؤدي إلى 
موت الخلايا
.
[
3
]
```

```
طُور الديسلوبلاتين في الصين وأُستخدم في المرحلة الأولى من التجارب السريرية البشرية في عامِ ألفين وستة، وتمت الموافقة بإستخدامه في العلاج الكيميائي من قبل وكالة الأغذية والأدوية الصينية في 2012 .
[
4
]
```

## الإستخدامات الطبية
يمكن لديسلوبلاتين ان يمنع تكاثر الخلايا الورمية عبر الحث على الاستموات أو بما يعرف بموت الخلايا المبرمج، ويستخدم في علاج انواعٍ من السرطانات وهي سرطان الرئة ذو الخلايا غير الصغيرة وسرطان البروستات.

## الأثار الجانبية
```
يحتوي الديسلوبلاتين على غرار 
السيسبلاتين
 الكاربوبلاتين على بعض الأثار الجانبية أيضاً وهي الغثيان والتقيؤ ونقص الصفائح الدموية وقلة الكريات البيض المتعادلة وفقر الدم والتعب وفقدان الشهية بالإضافة إلى ارتفاع انزيم الكبد وداء الثعلبة . ولكن مع جرعات تصل 350 مليغرام لا توجد هناك سُمية ملحوظة ولأنه يتم ملاحظتها فقط عند الجرعات العالية. وعلاوة على ذلك ذُكر أن السُمية الكلوية لديسلوبلاتين أقل من السيسبلاتين، وأن العلاجات المثبطة تشبه 
الكاربوبلاتين
.
[
6
]
```

## آلية العمل
على غرار الكاربوبلاتين، يمنع الديسلوبلاتين تكاثر الخلايا السرطانية عن طريق الحث على الاستموات .
```
وعند العلاج بالديسلوبلاتين لوحِظت بعض التغيرات في خصائص الخط الخلوي لخلايا سرطان الكبد وانحرافً محتمل في غشاء الميتوكندريا، وإطلاق السيتوكروم سي إلى العصارة الخلوية وزيادة فعالية بروتين caspase3 و caspase9 وانخفاض في بروتين بي سي إل 2
```

وتشير هذه الظواهر إلى دور الميتوكندريا في موت الخلايا المبرمج بطريقة ذاتية، وعلاوة على ذلك لوحظ ايضاً زيادة في نشاط بروتين caspase 8 اومن خلال عملية الانفطار ل Bid (إنزيم ناهض لموت الخلايا )
ونتيجة لذلك ينقل انفطار ذاك الانزيم إلى الميتوكندريا ويتسبب في اختلال وظيفي فيها مما يعزز اطلاق السيتوكروم سي منها إلى العصارة الخلوية . ومن خلال خلايا سرطان الكبد المعالجة بالديسلوبلاتين كشف عن كمية مفرطة من أنواع الأكسجين التفاعلية والتي تلعب دوراً مهماًفي إطلاق سيتوكروم سي في الميتوكندريا. 
يحدث اطلاق الهيموبروتين في الميتوكندريا من خلال عملية من خطوتين : اولاً، يحدث تفكك السيتوكروم سي من ارتباطه مع الكاربولين بسبب الاكسجين التفاعلي .
ثانيا، تأكسد الكاربولين وبتالي يقلل من ارتباط السيتوكروم سي ويزيد من تركيز السيتوكروم سي الحر .